# Hadena rufescens
Hadena rufescens är en fjärilsart som beskrevs av Höfer. 1924. Hadena rufescens ingår i släktet Hadena och familjen nattflyn. Inga underarter finns listade i Catalogue of Life.